# Spinosomatidia obesa
Spinosomatidia obesa is een keversoort uit de familie boktorren (Cerambycidae). De wetenschappelijke naam van de soort is voor het eerst geldig gepubliceerd in 1955 door Hunt & Breuning.